# Сомалилендский шиллинг
Сомалилендский шиллинг (сомал. Soomaaliland shilin) — официальная валюта самопровозглашённого государства Республика Сомалиленд, де-факто независимого с 1991 года.
Валюта была введена 18 октября 1994 года с курсом один шиллинг = 100 сомалийским шиллингам. Оборот сомалийского шиллинга в качестве официальной валюты Сомалиленда был прекращён 31 января 1995 года. Формально шиллинг равен 100 центам, однако денежные знаки в центах никогда не выпускались.

## Банкноты
В обороте находятся банкноты номиналом 5, 10, 20, 50, 100, 500, 1000 и 5000 шиллингов различных годов выпуска. Банкноты номиналом менее 500 шиллингов в обращении практически не используются.
| Серия 1994—2016 годов | Серия 1994—2016 годов | Серия 1994—2016 годов | Серия 1994—2016 годов | Серия 1994—2016 годов | Серия 1994—2016 годов                      | Серия 1994—2016 годов            | Серия 1994—2016 годов                        |
| Изображение           | Изображение           | Номинал (шиллингов)   | Размеры (мм)          | Основные цвета        | Описание                                   | Описание                         | Годы, указанные на банкнотах                 |
| Лицевая сторона       | Оборотная сторона     | Номинал (шиллингов)   | Размеры (мм)          | Основные цвета        | Лицевая сторона                            | Оборотная сторона                | Годы, указанные на банкнотах                 |
| --------------------- | --------------------- | --------------------- | --------------------- | --------------------- | ------------------------------------------ | -------------------------------- | -------------------------------------------- |
|                       |                       | 5                     | 120×53                | оранжевый зелёный     | Здание парламента в Харгейсе, большой куду | Караван верблюдов на фоне холмов | 1994                                         |
|                       |                       | 10                    | 120×53                | оранжевый фиолетовый  | Здание парламента в Харгейсе, большой куду | Караван верблюдов на фоне холмов | 1994 1996                                    |
|                       |                       | 20                    | 120×53                | оранжевый коричневый  | Здание парламента в Харгейсе, большой куду | Караван верблюдов на фоне холмов | 1994 1996                                    |
|                       |                       | 50                    | 120×53                | оранжевый синий       | Здание парламента в Харгейсе, большой куду | Караван верблюдов на фоне холмов | 1994                                         |
|                       |                       | 50                    | 130×57                | оранжевый синий       | Здание парламента в Харгейсе, большой куду | Караван верблюдов на фоне холмов | 1996 1999 2002                               |
|                       |                       | 100                   | 134×62                | коричневый            | Здание Банка Сомалиленда в Харгейсе        | Погрузка овец в порту Берберы    | 1994 1996 1999 2002                          |
|                       |                       | 500                   | 144×66                | синий голубой         | Здание Банка Сомалиленда в Харгейсе        | Погрузка овец в порту Берберы    | 1994 1996 1999 2002 2005 2006 2008 2011 2016 |
|                       |                       | 1000                  | 144×66                | фиолетовый розовый    | Здание Банка Сомалиленда в Харгейсе        | Погрузка овец в порту Берберы    | 2011 2012 2014 2015 2016                     |
|                       |                       | 5000                  | 144×66                | зелёный               | Здание Банка Сомалиленда в Харгейсе        | Верблюды и козы на фоне саванны  | 2011 2012 2014 2015 2016                     |

## Монеты
В 1994 году были выпущены алюминиевые монеты в 1 шиллинг, изготовленные на частном монетном дворе Pobjoy Mint в Великобритании. В 2002 году были выпущены две алюминиевые монеты в 5 шиллингов, латунная монета в 10 шиллингов, стальная — в 20 шиллингов и серебряная — в 1000 шиллингов. В 2006 году была выпущена серия из 12 стальных монет в 10 шиллингов с изображениями знаков зодиака.
Фактически монеты в обращении не используются.

## Обменный курс

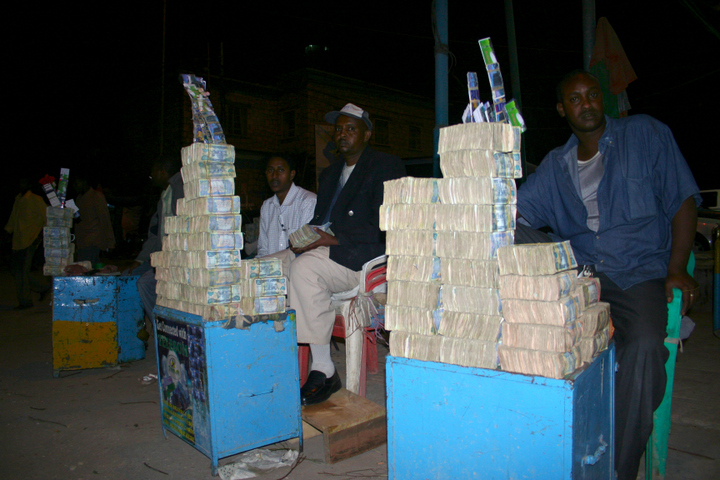
Уличные менялы валюты в Харгейсе, столице Сомалиленда

Центральный банк страны обеспечивает услугу обмена, однако большинство населения пользуется услугами уличных менял, предлагающих более выгодный курс. В ноябре 2000 года курс сомалилендского шиллинга составлял 4550 шиллингов за один доллар США. Неофициальные обменные курсы варьировались между 4000 и 5000 шиллингами за один американский доллар.
На февраль 2007 года официальный курс Сомалилендского Центрального банка составлял 6000 шиллингов за один доллар США. Неофициальный курс находился между 6000 и 6500 шиллингами за доллар США. К 2010 году курс составлял около 8000 шиллингов за доллар, в 2017 году — около 9000 шиллингов за доллар.
Неудобство расчётов наличными деньгами в связи с необходимостью использования большого количества купюр привело к тому, что шиллинг значительно потеснён в обращении другими валютами (прежде всего долларом США и евро), а также платежами через платёжные системы с помощью мобильных телефонов.